# Benedict Cumberbatch
Benedict Timothy Carlton Cumberbatch (Londres, 19 de julio de 1976), conocido como Benedict Cumberbatch, es un actor inglés de televisión, teatro, cine y voz. Accedió a la fama con su interpretación de Stephen Hawking en la película televisiva Hawking (2004); posteriormente, interpretó el personaje de William Pitt en la película histórica Amazing Grace (2006), así como el rol del célebre detective Sherlock Holmes en una adaptación moderna del personaje de Arthur Conan Doyle, en la serie Sherlock (2010-2017), ambas producciones de la BBC. En el 2015, recibió su primera nominación a un Óscar a mejor actor, por su papel en la película The Imitation Game. 
Es conocido por interpretar al Doctor Strange en las películas de Marvel Doctor Strange (2016), Thor: Ragnarok (2017), Avengers: Infinity War (2018), Avengers: Endgame (2019), Spider-Man: No Way Home (2021) y en Doctor Strange en el multiverso de la locura (2022)
Prestó su voz a dos principales antagonistas, el dragón Smaug y el Nigromante, en las películas El hobbit: un viaje inesperado (2012) y sus secuelas (2013 y 2014). También es reconocido por su participación en Star Trek: en la oscuridad como John Harrison, alias «Khan», junto a Chris Pine, Zachary Quinto y Zoe Saldaña.
En febrero de 2011, protagonizó la adaptación teatral de Danny Boyle Frankenstein en el Royal National Theatre junto a Jonny Lee Miller, por la que recibió un Premio Olivier al mejor actor. A finales de 2011 interpretó al Mayor Stewart en la película War Horse (2011) de Steven Spielberg. También interpretó a Peter Guillam en Tinker Tailor Soldier Spy (2011). En 2013, interpretó a Julian Assange en la película The Fifth Estate, dirigida por Bill Condon.
Además del citado Premio Olivier, ha recibido ocho nominaciones a los BAFTA además de haber ganado uno en 2019 gracias a su actuación en Patrick Melrose, cuatro nominaciones a los premios Emmy y tres nominaciones a los Globo de Oro hasta la fecha. En noviembre de 2013, fue galardonado por el BAFTA Los Ángeles con un premio Britannia para el artista británico del año por «sus actuaciones magistrales en televisión, cine y teatro». En agosto de 2014, fue premiado con el Emmy al mejor actor en miniserie o telefilme por la aclamada serie británica Sherlock. Obtuvo también el Premio a Mejor Actor en los GQ Men of the Year 2014 y el premio a Mejor Actor en los TV Choice Awards del Reino Unido.
Es considerado uno de los actores británicos más respetados y admirados de su generación y de mayor popularidad en Hollywood.

## Biografía
Benedict nació en Londres (Inglaterra), hijo de los actores Timothy Carlton (nombre de nacimiento Timothy Carlton Cumberbatch) y Wanda Ventham. Tuvo (fallecida en 2021) una media hermana mayor por parte de madre llamada Tracy Tabernacle. Su bisabuelo, Henry Arnold Cumberbatch, fue cónsul general británico en Turquía. Su abuelo, Henry Carlton Cumberbatch, era un oficial de submarino condecorado en las dos guerras mundiales y una figura prominente de la alta sociedad de Londres. Cumberbatch también es un primo lejano del astronauta Chris Hadfield, a través de ascendencia británica compartida.
También el actor es descendiente de Ricardo III, y leyó en 2015 un poema de unas catorce líneas escrito por Carol Ann Duffy conmemorando a su antepasado en su funeral. Este reconocimiento póstumo en honor del rey británico fue realizado en la catedral de la ciudad de Leicester –la región en la que fueron hallados sus restos en 2012, bajo una zona de aparcamiento cercano a una iglesia-.
Su infancia transcurrió en dos colegios independientes, Brambletye School en West Sussex y en Harrow School, una de las más prestigiosas escuelas privadas al noroeste de Londres, siendo su abuela la que se encargara Ce la costosa colegiatura y siendo ahí donde comenzó como actor. Después de sus estudios,  bajo un aparcamiento cercano a una iglesiatomó un año sabático para enseñar Inglés en un monasterio tibetano. Posteriormente asistió a la Universidad de Mánchester, donde realizó sus estudios en arte dramático; después de graduarse continuó su preparación como actor en la London Academy of Music and Dramatic Art.

## Carrera actoral

### Cine
En 2002, Cumberbatch participó en el cortometraje Hills Like White Elephants, adaptación de la obra homónima de Ernest Hemingway; más tarde, en 2003, participó en To Kill A King. No fue hasta el año 2006 en que su interpretación de William Pitt en la película Amazing Grace le valió una nominación al British Breakthrough Acting Award por parte del London Film Critics Circle. Ha participado también en las películas Atonement (2007), The Other Boleyn Girl, adaptación de la novela del mismo nombre (2008), y en The Whistleblower (2010), protagonizada por Rachel Weisz.
En 2011, interpretó a Peter Guillam, mano derecha de George Smiley, en la película Tinker Tailor Soldier Spy, dirigida por Tomas Alfredson; adaptación de la novela homónima de John le Carré, protagonizada por Gary Oldman y Colin Firth. Esta cinta estuvo nominada a tres premios Óscar. Ese mismo año participó en War Horse, bajo la dirección de Steven Spielberg, interpretando al Mayor Stewart.
Participó en la trilogía cinematográfica de El hobbit (2012-2014), interpretando dos personajes: al dragón Smaug, por medio de captura de movimiento y prestando su voz a este, y también prestando su voz para dar vida al Nigromante.
En enero de 2012, su publicista confirmó que se uniría al reparto de Star Trek: en la oscuridad como el nuevo villano, poniéndose a las órdenes de J. J. Abrams. 2012 fue uno de sus años más prolíficos, ya que también se unió al reparto de la película dirigida por Steve McQueen 12 Years a Slave y al drama familiar August: Osage County.
En el año 2013 participó en las películas Star Trek: en la oscuridad, 12 Years a Slave, August: Osage County, El hobbit: la batalla de los Cinco Ejércitos y tuvo su primer protagónico en el papel de Julian Assange en The Fifth Estate. Además, se confirmó que daría vida a Brian Epstein, el mánager de The Beatles en una película biográfica a cargo de su director de Sherlock Paul McGuigan y que sería producida por Tom Hanks. En 2014 se estrenó The Imitation Game, donde interpretó al famoso matemático Alan Turing.
En diciembre de 2014, Marvel confirmó que Benedict Cumberbatch desempeñaría el papel protagonista en la película sobre el Doctor Strange. La película comenzó su rodaje en mayo de 2015, en los estudios Pinewood-Shepperton, y fue estrenada el 4 de noviembre de 2016.
En 2017, trabajó en Brighton en el rodaje de The Current War, interpretando a Thomas Alva Edison, con el director Alfonso Gómez-Rejón y junto a los actores Tom Holland y Michael Shannon. En 2018 trabajó en la superproducción Avengers: Infinity War, repitiendo su rol de Doctor Strange en compañía de un reparto coral. Ese mismo año prestó su voz en las películas El Grinch y Mowgli: Legend of the Jungle, esta última basada en El libro de la selva, de Rudyard Kipling. También participó de la miniserie Patrick Melrose, por la cual recibió elogios.

## Filmografía

### Cine
| Año  | Título                                       | Personaje                                                               | Director                        | Notas                                      |
| ---- | -------------------------------------------- | ----------------------------------------------------------------------- | ------------------------------- | ------------------------------------------ |
| 2002 | Hills Like White Elephants                   | El hombre                                                               | Paige Cameron                   | Cortometraje                               |
| 2003 | To Kill a King                               | Realista                                                                | Mike Barker                     |                                            |
| 2004 | Starter for 10                               | Patrick Watts                                                           | Tom Vaughan                     |                                            |
| 2006 | Amazing Grace                                | William Pitt                                                            | Michael Apted                   |                                            |
| 2007 | Inseparable                                  | Joe / Charlie                                                           | Dayyan Eng                      | Cortometraje                               |
| 2007 | Stuart: A Life Backwards                     | Alexander Masters                                                       | David Attwood                   |                                            |
| 2007 | Atonement                                    | Paul Marshall                                                           | Joe Wright                      |                                            |
| 2008 | The Other Boleyn Girl                        | Sir William Carey                                                       | Justin Chadwick                 |                                            |
| 2008 | Burlesque Fairytales                         | Henry Clark                                                             | Susan Luciani                   |                                            |
| 2009 | Creation                                     | Joseph Hooker                                                           | Jon Amiel                       |                                            |
| 2010 | Four Lions                                   | Ed                                                                      | Christopher Morris              |                                            |
| 2010 | Third Star                                   | James                                                                   | Hattie Dalton                   |                                            |
| 2010 | The Whistleblower                            | Nick Kaufman                                                            | Larysa Kondracki                |                                            |
| 2010 | Wreckers                                     | David                                                                   | D. R. Hood                      |                                            |
| 2011 | War Horse                                    | Mayor Stewart                                                           | Steven Spielberg                |                                            |
| 2011 | Tinker Tailor Soldier Spy                    | Peter Guillam                                                           | Tomas Alfredson                 |                                            |
| 2012 | El hobbit: un viaje inesperado               | Smaug (captura de movimiento y voz) El Nigromante (voz)                 | Peter Jackson                   |                                            |
| 2013 | Star Trek: en la oscuridad                   | John Harrison/Khan                                                      | J. J. Abrams                    |                                            |
| 2013 | Little Favour                                | Wallace                                                                 | Patrick Viktor Monroe           |                                            |
| 2013 | 12 Years a Slave                             | William Ford                                                            | Steve McQueen                   | Ganadora del Premio Óscar a mejor Película |
| 2013 | El quinto poder                              | Julian Assange                                                          | Bill Condon                     |                                            |
| 2013 | August: Osage County                         | Charles Aiken                                                           | John Wells                      |                                            |
| 2013 | El hobbit: la desolación de Smaug            | Smaug (captura de movimiento y voz) El Nigromante (voz)                 | Peter Jackson                   |                                            |
| 2014 | The Imitation Game                           | Alan Turing                                                             | Morten Tyldum                   | Nominado al Óscar de Mejor Actor           |
| 2014 | Los pingüinos de Madagascar                  | Classified (voz)                                                        | Eric Darnell y Simon J. Smith   |                                            |
| 2014 | El hobbit: la batalla de los Cinco Ejércitos | Smaug (captura de movimiento y voz) El Nigromante (voz)                 | Peter Jackson                   |                                            |
| 2015 | Black Mass                                   | William Billy Bulger                                                    | Scott Cooper                    |                                            |
| 2015 | Magik                                        | Lewis (voz)                                                             | Stephen Wallis                  |                                            |
| 2016 | Zoolander 2                                  | Todo                                                                    | Ben Stiller                     | Cameo                                      |
| 2016 | Doctor Strange: Hechicero supremo            | Stephen Strange / Doctor Strange Dormammu (captura de movimiento y voz) | Scott Derrickson                |                                            |
| 2017 | The Current War                              | Thomas Edison                                                           | Alfonso Gómez-Rejón             |                                            |
| 2017 | Thor: Ragnarok                               | Stephen Strange / Doctor Strange                                        | Taika Waititi                   |                                            |
| 2018 | Avengers: Infinity War                       | Stephen Strange / Doctor Strange                                        | Joe Russo y Anthony Russo       |                                            |
| 2018 | El Grinch                                    | El Grinch (voz)                                                         | Peter Candeland y Yarrow Cheney |                                            |
| 2018 | Mowgli: Legend of the Jungle                 | Shere Khan (voz)                                                        | Andy Serkis                     |                                            |
| 2019 | Avengers: Endgame                            | Stephen Strange / Doctor Strange                                        | Joe Russo y Anthony Russo       |                                            |
| 2019 | 1917                                         | Coronel Mackenzie                                                       | Sam Mendes                      |                                            |
| 2020 | The Courier                                  | Greville Wynne                                                          | Dominic Cooke                   |                                            |
| 2021 | The Mauritanian                              | Stuart Couch                                                            | Kevin Macdonal                  |                                            |
| 2021 | The Electrical Life of Louis Wain            | Louis Wain                                                              | Will Sharpe                     |                                            |
| 2021 | The Power of the Dog                         | Phil Burbank                                                            | Jane Campion                    | Nominado al Óscar de Mejor Actor           |
| 2021 | Spider-Man: No Way Home                      | Stephen Strange / Doctor Strange                                        | Jon Watts                       |                                            |
| 2022 | Doctor Strange en el multiverso de la locura | Stephen Strange / Doctor Strange                                        | Sam Raimi                       |                                            |
| 2023 | The Wonderful Story of Henry Sugar           | Henry Sugar                                                             | Wes Anderson                    | Cortometraje                               |
| 2023 | Poison                                       | Harry                                                                   | Wes Anderson                    | Cortometraje                               |
| 2023 | The End We Start From                        |                                                                         | Mahalia Belo                    | También productor ejecutivo                |
| 2023 | The Book of Clarence                         | Benjamin                                                                | Jeymes Samuel                   |                                            |
| 2025 | The Phoenician Scheme                        | Tío Nubar                                                               | Wes Anderson                    | Posproducción                              |
| 2025 | The Roses                                    | Theo Rose                                                               | Jay Roach                       | Posproducción                              |

### Televisión
Cumberbatch empieza en la televisión con interpretaciones en programas como Heartbeat (2000), Tipping The Velvet (interpretando a Freddy en 2002), Cambridge Spies en 2003, y también en la serie Fortysomething (2003), protagonizada por Hugh Laurie, en la cual interpretó a Rory. En 2004 protagonizó Hawking, película televisiva donde interpretó a Stephen Hawking, valiéndole una nominación como mejor actor en los premios BAFTA. También apareció en la miniserie Dunkirk, interpretando al Teniente Jimmy Langley. Posteriormente, protagonizó la miniserie To the Ends of the Earth, basada en la trilogía de William Golding. Más tarde, en 2007, protagonizó junto a Tom Hardy la adaptación del libro Stuart: A Life Backwards. En 2008 fue nominado en los Satellite Awards en la categoría de Mejor Actor en una miniserie o película televisiva, por su participación en el drama de BBC. The Last Enemy.
En el año 2009, participó en la película para televisión Marple: Murder Is Easy, interpretando a Luke Fitzwilliam. Su actuación en Small Island le valió otra nominación en los premios BAFTA por Mejor Actor de Reparto. En mayo de 2009, narró la serie-documental South Pacific, siendo transmitida por BBC Two. Posteriormente, en una entrevista para Digital Spy en 2010, Cumberbatch mencionó ser fan de la serie Doctor Who y que podría participar con un personaje recurrente, pero tiempo después decidió no trabajar en la serie.
En 2010, interpretó a Sherlock Holmes en la serie de tres episodios Sherlock, obteniendo buenas críticas por su trabajo; la segunda temporada comenzó a transmitirse en Inglaterra en 2012. El personaje de Holmes interpretado por Cumberbatch se caracteriza por respetar la asexualidad de su referente literario. 
En el año 2015, se afirmó que la serie Sherlock terminará cuando el actor protagonista no quiera grabar más, palabras textuales de Cumberbatch.
Protagonizó junto a Rebecca Hall y Adelaide Clemmens la miniserie, Parade's End, adaptación de la tetralogía homónima de Ford Madox Ford; la serie fue producida por la BBC y HBO, y su estreno fue en 2012.
En el 2015 participa en la segunda temporada de The Hollow Crown de BBC en el papel de Ricardo III y en el especial de Navidad de Sherlock. El 1 de enero del 2017 es estrenada la cuarta temporada de Sherlock. En 2018 participa de la miniserie Patrick Melrose. En 2023 fue confirmado como productor ejecutivo y papel principal en la miniserie Eric para el servicio de transmisión Netflix.

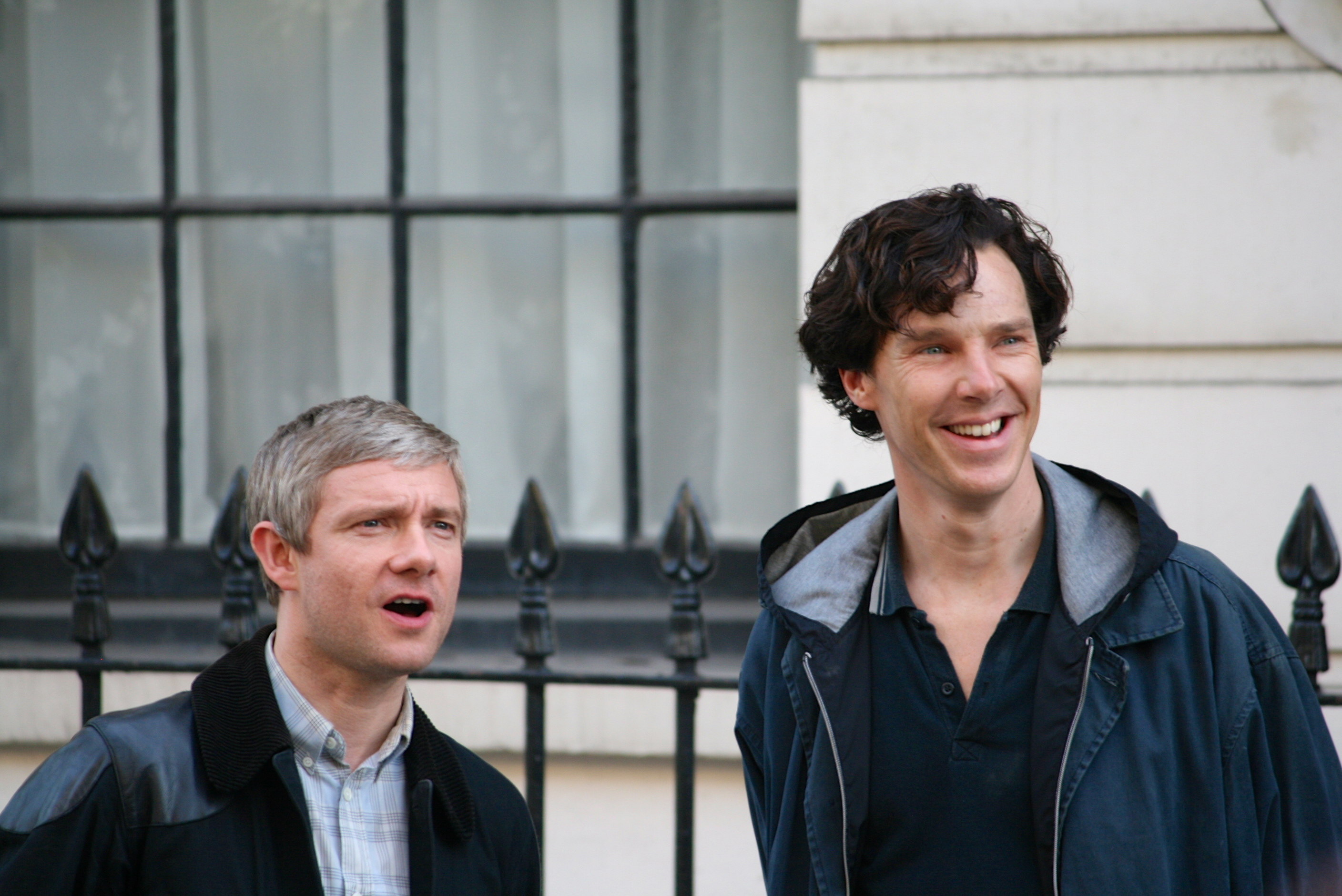
En filmaciones de la tercera temporada de Sherlock con Martin Freeman.

| Año        | Título                       | Personaje                                       | Notas                                                    |
| ---------- | ---------------------------- | ----------------------------------------------- | -------------------------------------------------------- |
| 2000-2002  | Heartbeat                    | Charles                                         | 2 episodios                                              |
| 2002       | Fields of Gold               | Jeremy                                          | Película para televisión                                 |
| 2002       | Tipping the Velvet           | Freddy                                          | Episodio #1.1                                            |
| 2002       | Silent Witness               | Warren Reid                                     | 2 episodios                                              |
| 2003       | Cambridge Spies              | Edward Hand                                     | 1 episodio                                               |
| 2003       | Spooks                       | Jim North                                       | 1 episodio                                               |
| 2003       | Fortysomething               | Rory Slippery                                   | 6 episodios                                              |
| 2004       | Dunkirk                      | Jimmy Langley                                   | Documental                                               |
| 2004       | Heartbeat                    | Toby Fisher                                     | 1 episodio                                               |
| 2004       | Hawking                      | Stephen Hawking                                 | Película para televisión                                 |
| 2005       | Nathan Barley                | Robin                                           | 2 episodios                                              |
| 2005       | To the Ends of the Earth     | Edmund Talbot                                   | 3 episodios                                              |
| 2005       | Broken News                  | Will Parker                                     | 3 episodios                                              |
| 2007       | Stuart: A Life Backwards     | Alexander Masters                               | Película para televisión                                 |
| 2008       | The Last Enemy               | Stephen Ezard                                   | 5 episodios                                              |
| 2009       | Small Island                 | Bernard                                         | Película para televisión                                 |
| 2009       | Marple: Murder Is Easy       | Luke Fitzwilliam                                | Película para televisión                                 |
| 2010       | Van Gogh: Painted with Words | Vincent van Gogh                                | Película para televisión                                 |
| 2010       | The Rattigan Enigma          | Presentador                                     | Documental                                               |
| 2010–2017  | Sherlock                     | Sherlock Holmes                                 | 13 episodios                                             |
| 2012       | Parade's End                 | Christopher Tietjens                            | 5 episodios                                              |
| 2013       | The Simpsons                 | Primer ministro británico / Severus Snape (voz) | Episodio: «Love Is a Many-Splintered Thing»              |
| 2014       | The Colbert Report           | Smaug (voz)                                     | 1 episodio                                               |
| 2016       | The Hollow Crown             | Ricardo III                                     | 2 episodios                                              |
| 2016, 2022 | Saturday Night Live          | Él mismo (presentador)                          | 2 episodios                                              |
| 2017       | The Child in Time            | Stephen Lewis                                   | Película para televisión                                 |
| 2018       | Patrick Melrose              | Patrick Melrose                                 | 5 episodios; productor ejecutivo                         |
| 2019       | Brexit: The Uncivil War      | Dominic Cummings                                | Película para televisión                                 |
| 2019       | Good Omens                   | Satanás (voz)                                   | Episodio: «The Very Last Day of the Rest of Their Lives» |
| 2021       | The Simpsons                 | Quilloughby (voz)                               | Episodio: «Panic in the Streets of Springfield»          |

### Teatro
Desde 2001, Cumberbatch se ha desempeñado en roles importantes en más de una docena de obras en el Regent's Park Open Air Theatre, Almeida Theatre, Royal Court Theatre y en el Royal National Theatre. Fue nominado como mejor actor de reparto por su papel como Tesman en Hedda Gabler, un papel que desempeñó en el Almeida Theatre el 16 de marzo de 2005.
El 14 de noviembre de 2010 actuó en The Children's Monologues, obra que contó con la participación de reconocidos actores como Sir Ben Kingsley y Gemma Arterton, presentándose en el teatro Old Vic. El 5 de febrero de 2011 interpretó a Víctor Frankenstein y su criatura en la obra Frankenstein, dirigida por Danny Boyle y presentada en el Royal National Theatre. También actuó como Hamlet en la obra de William Shakespeare de mismo nombre que fue dirigida por Lyndsey Turner a partir de agosto de 2015 en el Barbican Centre de Londres. 

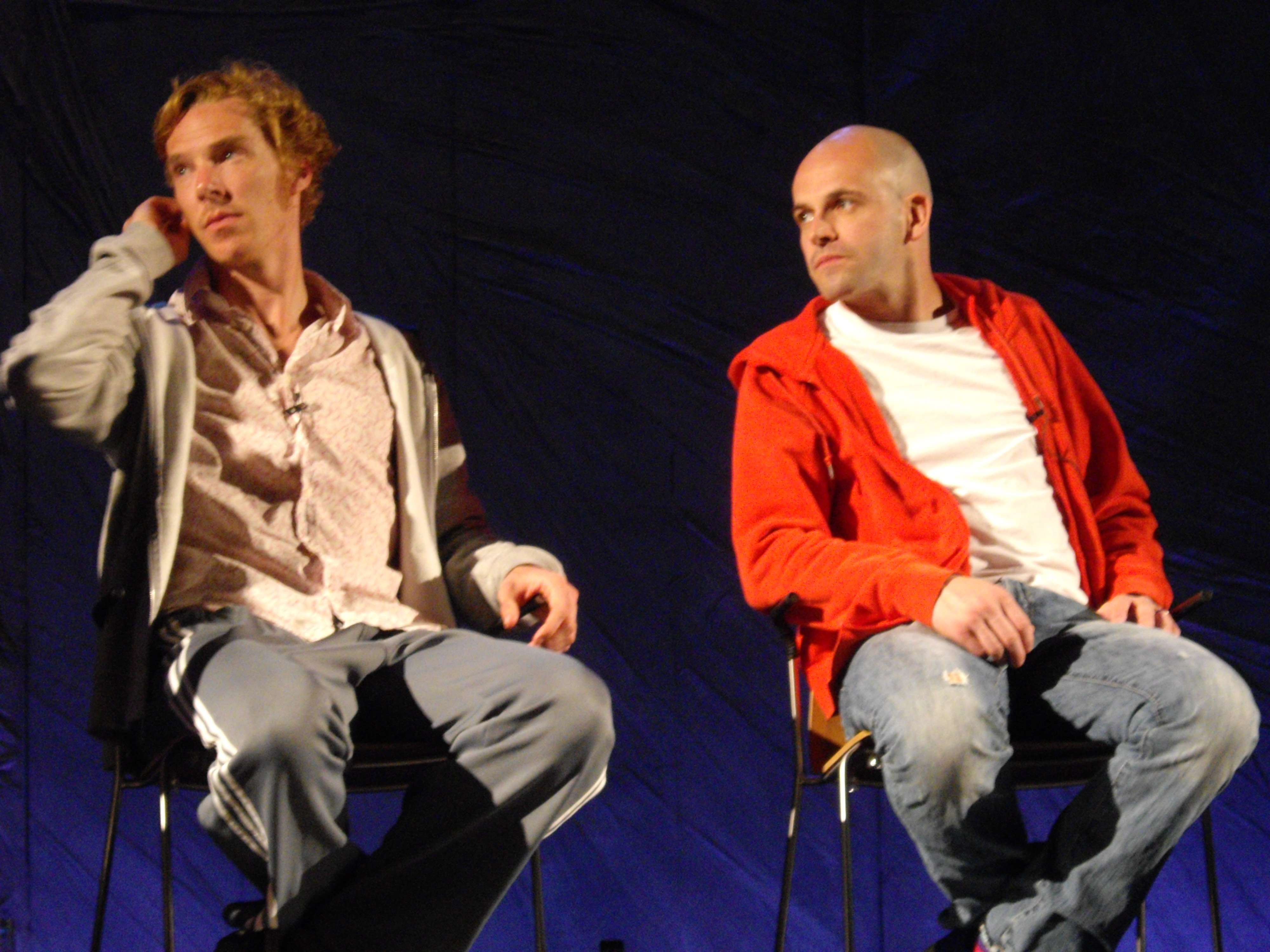
Cumberbatch y Jonny Lee Miller en conferencia de la obra Frankenstein.

| Año  | Obra                            | Rol                          | Director       | Teatro                                           |
| ---- | ------------------------------- | ---------------------------- | -------------- | ------------------------------------------------ |
| 2018 | Letters Live                    | Reader                       |                | The Town Hall                                    |
| 2015 | Hamlet                          | Hamlet                       |                | Barbican Theatre                                 |
| 2013 | 50 Years on Stage               | Rosencrantz                  |                | Royal National Theatre                           |
| 2011 | Frankenstein                    | Criatura/Víctor Frankenstein | Danny Boyle    | Royal National Theatre, junto a Jonny Lee Miller |
| 2010 | The Children's Monologues       | --                           | Danny Boyle    | Royal National Theatre                           |
| 2010 | After The Dance                 | David Scott-Fowler           | Thea Sharrock  | Royal National Theatre                           |
| 2008 | The City                        | Chris                        | Katie Mitchell | Royal Court Theatre                              |
| 2007 | The Arsonists                   | Eisenring                    | Ramin Gray     | Royal Court Theatre                              |
| 2007 | El rinoceronte                  | Bérenger                     | Dominic Cooke  | Royal Court Theatre                              |
| 2006 | Period of Adjustment            | George                       | Howard Davies  | Almeida Theatre                                  |
| 2005 | Hedda Gabler                    | Tesman                       | Richard Eyre   | Almeida Theatre Duke of York's Theatre           |
| 2004 | La dama del mar                 | Lyngstrand                   | Trevor Nunn    | Almeida Theatre                                  |
| 2002 | Oh, What a Lovely War!          | --                           | --             | Regent's Park Open Air Theatre                   |
| 2002 | Romeo y Julieta                 | Benvolio                     | --             | Regent's Park Open Air Theatre                   |
| 2002 | Como gustéis                    | Orlando                      | --             | Regent's Park Open Air Theatre                   |
| 2001 | Trabajos de amor perdidos       | Ferdinand                    | --             | Regent's Park Open Air Theatre                   |
| 2001 | El sueño de una noche de verano | Demetrius                    | --             | Regent's Park Open Air Theatre                   |

### Actuaciones de voz
| Año  | Título                                                      | Rol                                   | Formato                                  |
| ---- | ----------------------------------------------------------- | ------------------------------------- | ---------------------------------------- |
| 2021 | What If...?                                                 | Doctor Strange/Doctor Strange Supremo | Serie en Disney+                         |
| 2019 | The Tiger Who Came to Tea                                   | Daddy                                 | Película de animación para TV. Channel 4 |
| 2015 | Family Guy: The Quest for Stuff                             | Él mismo                              | Videojuego                               |
| 2015 | My Dear Bessie                                              | Chris                                 | BBC Radio 4                              |
| 2014 | Los pingüinos de Madagascar                                 | Agente clasificado                    | Cine                                     |
| 2011 | The Nightjar                                                | Narrador                              | Videojuego                               |
| 2011 | Tom & Viv                                                   | T. S. Eliot                           | Serie en BBC Radio 7                     |
| 2010 | Sherlock Holmes: The Rediscovered Railway and Other Stories | Narrador                              | Audiolibro                               |
| 2010 | El universo de Stephen Hawking                              | Narrador                              | Documental (Discovery Channel)           |
| 2009 | Metamorphosis                                               | Narrador                              | Relato en BBC Radio 7                    |
| 2009 | Rumpole and the Penge Bungalow Murders                      | Joven Rumpole                         | Serie en BBC Radio 4                     |
| 2009 | South Pacific                                               | Narrador                              | Documental en BBC Two                    |
| 2008 | Cabin Pressure                                              | Capitán Martin Crieff                 | Serie en BBC Radio 4                     |
| 2008 | Death in a White Tie                                        | Narrador                              | Audiolibro                               |
| 2008 | Casanova                                                    | Narrador                              | Audiolibro                               |
| 2004 | The Raj Quartet                                             | Nigel Rowan                           | Serie en BBC Radio 4                     |

## Vida personal
Benedict Cumberbatch ha venido manteniendo su alta privacidad y sus relaciones personales al margen de su carrera. Mantuvo una relación de doce años con Olivia Poulet, a quien conoció en la Universidad de Mánchester, que terminó en ruptura a principios de 2011.
Posteriormente, Benedict mantuvo una relación con Sophie Hunter. Ambos anunciaron su compromiso de boda el día 5 de noviembre de 2014 a través del periódico The Times. En enero de 2015, confirmaron que serían padres de su primogénito. El 14 de febrero de 2015, la pareja contrajo matrimonio en una íntima ceremonia en la isla de Wight, al sur de Inglaterra. El 1 de junio de 2015, su esposa dio a luz al primer hijo de la pareja, un niño llamado Christopher Carlton. El 3 de marzo de 2017, la pareja dio la bienvenida a su segundo hijo, un niño llamado Hal Auden. En 2019, nació su tercer hijo, Finn.

## Premios y nominaciones
Premios Óscar
| Año  | Categoría   | Película             | Resultado |
| ---- | ----------- | -------------------- | --------- |
| 2015 | Mejor actor | The Imitation Game   | Nominado  |
| 2022 | Mejor actor | The Power of the Dog | Nominado  |

Premios Globos de Oro
| Año  | Categoría                            | Película             | Resultado |
| ---- | ------------------------------------ | -------------------- | --------- |
| 2012 | Mejor Actor de Miniserie o Telefilme | Sherlock             | Nominado  |
| 2015 | Mejor actor - Drama                  | The Imitation Game   | Nominado  |
| 2018 | Mejor Actor de Miniserie o Telefilme | Patrick Melrose      | Nominado  |
| 2022 | Mejor actor - Drama                  | The Power of the Dog | Nominado  |

Premios Emmy
| Año  | Categoría                           | Trabajo         | Resultado |
| ---- | ----------------------------------- | --------------- | --------- |
| 2018 | Mejor Serie Limitada                | Patrick Melrose | Nominado  |
| 2018 | Mejor actor - Miniserie o telefilme | Patrick Melrose | Nominado  |
| 2017 | Mejor actor - Miniserie o telefilme | Sherlock        | Nominado  |
| 2016 | Mejor actor - Miniserie o telefilme | Sherlock        | Nominado  |
| 2014 | Mejor actor - Miniserie o telefilme | Sherlock        | Ganador   |
| 2013 | Mejor actor - Miniserie o telefilme | Parade's End    | Nominado  |
| 2012 | Mejor actor - Miniserie o telefilme | Sherlock        | Nominado  |

Premios BAFTA
| Año  | Categoría                                        | Trabajo                                 | Resultado |
| ---- | ------------------------------------------------ | --------------------------------------- | --------- |
| 2019 | Mejor Actor - TV                                 | Patrick Melrose                         | Ganador   |
| 2017 | Mejor Actor - TV                                 | The Hollow Crown: The Wars of the Roses | Nominado  |
| 2015 | Mejor Actor                                      | The Imitation Game                      | Nominado  |
| 2015 | Mejor Actor - TV                                 | Sherlock                                | Nominado  |
| 2013 | The Britannia Award (British Artist Of The Year) |                                         | Ganador   |
| 2012 | Mejor Actor - TV                                 | Sherlock                                | Nominado  |
| 2011 | Mejor Actor - TV                                 | Sherlock                                | Nominado  |
| 2010 | Mejor Actor de Reparto - TV                      | Small Island                            | Nominado  |
| 2005 | Mejor Actor - TV                                 | Hawking                                 | Nominado  |

Premios del Sindicato de Actores de Cine
| Año  | Categoría                           | Trabajo                       | Resultado  |
| ---- | ----------------------------------- | ----------------------------- | ---------- |
| 2013 | Mejor reparto                       | 12 Years a Slave              | Nominado   |
| 2013 | Mejor reparto                       | August: Osage Country         | Nominado   |
| 2014 | Mejor reparto                       | The Imitation Game            | Nominado   |
| 2015 | Mejor Actor - Miniserie o telefilme | Sherlock: His Last Vow        | Nominado\| |
| 2015 | Mejor actor                         | The Imitation Game            | Nominado   |
| 2018 | Mejor Actor - Miniserie o telefilme | Sherlock: The Lying Detective | Nominado   |
| 2022 | Mejor actor                         | The Power of the Dog          | Nominado   |

British Independent Film Awards
| Año  | Categoría              | Trabajo                   | Resultado |
| ---- | ---------------------- | ------------------------- | --------- |
| 2011 | Mejor Actor de Reparto | Tinker Tailor Soldier Spy | Nominado  |
| 2014 | Variety Award          |                           | Ganador   |

Broadcasting Press Guild Awards
| Año  | Categoría   | Trabajo  | Resultado |
| ---- | ----------- | -------- | --------- |
| 2011 | Mejor Actor | Sherlock | Ganador   |

Central Ohio Film Critics Association
| Año  | Categoría     | Trabajo                   | Resultado |
| ---- | ------------- | ------------------------- | --------- |
| 2011 | Mejor Reparto | Tinker Tailor Soldier Spy | Ganador   |

Premios Sant Jordi
| Año  | Categoría                          | Trabajo            | Resultado |
| ---- | ---------------------------------- | ------------------ | --------- |
| 2021 | Mejor actor en película extranjera | El poder del perro | Ganador   |

Crime Thriller Awards
| Año  | Categoría   | Trabajo  | Resultado |
| ---- | ----------- | -------- | --------- |
| 2012 | Mejor Actor | Sherlock | Ganador   |
| 2010 | Mejor Actor | Sherlock | Ganador   |

Critics' Choice Television Award
| Año  | Categoría               | Trabajo                        | Resultado |
| ---- | ----------------------- | ------------------------------ | --------- |
| 2012 | Mejor Actor - Miniserie | Sherlock                       | Ganador   |
| 2013 | Mejor Actor - Miniserie | Parade's End                   | Nominado  |
| 2014 | Mejor Actor - Miniserie | Sherlock: His Last Vow         | Nominado  |
| 2017 | Mejor Actor - Miniserie | Sherlock: The Abominable Bride | Nominado  |

London Critics Circle Film Awards
| Año  | Categoría                              | Trabajo       | Resultado |
| ---- | -------------------------------------- | ------------- | --------- |
| 2008 | Mejor Revelación Británica - Actuación | Amazing Grace | Nominado  |

Festival de Televisión de Montecarlo
| Año  | Categoría                                       | Trabajo                  | Resultado |
| ---- | ----------------------------------------------- | ------------------------ | --------- |
| 2006 | Mejor Interpretación - Miniserie                | To the Ends of the Earth | Ganador   |
| 2004 | Mejor Interpretación - Película para televisión | Hawking                  | Ganador   |

National Television Awards, UK
| Año  | Categoría                              | Trabajo  | Resultado |
| ---- | -------------------------------------- | -------- | --------- |
| 2011 | Interpretación más Popular en un Drama | Sherlock | Nominado  |

Premios Satellite
| Año  | Categoría                             | Trabajo        | Resultado |
| ---- | ------------------------------------- | -------------- | --------- |
| 2012 | Mejor Actor - Miniserie o Serie de TV | Sherlock       | Ganador   |
| 2010 | Mejor Actor - Miniserie o Serie de TV | Sherlock       | Nominado  |
| 2008 | Mejor Actor - Miniserie o Serie de TV | The Last Enemy | Nominado  |

TV Quick Awards, UK
| Año  | Categoría   | Trabajo  | Resultado |
| ---- | ----------- | -------- | --------- |
| 2012 | Mejor Actor | Sherlock | Ganador   |
| 2010 | Mejor Actor | Sherlock | Nominado  |

MTV Movie Awards
| Año  | Categoría                | Trabajo                    | Resultado |
| ---- | ------------------------ | -------------------------- | --------- |
| 2014 | Mejor villano - Película | Star Trek: en la oscuridad | Nominado  |
| 2014 | Personaje favorito       | Star Trek: en la oscuridad | Nominado  |

Saraqusta Film Festival
| Año  | Categoría   | Trabajo                            | Resultado |
| ---- | ----------- | ---------------------------------- | --------- |
| 2022 | Mejor actor | La vida electrizante de Louis Wain | Ganador   |

### Teatro
Critics' Circle Theatre Awards
| Año  | Categoría   | Trabajo      | Resultado                                 |
| ---- | ----------- | ------------ | ----------------------------------------- |
| 2012 | Mejor Actor | Frankenstein | Ganador (compartido con Jonny Lee Miller) |

Evening Standard Theatre Awards
| Año  | Categoría   | Trabajo      | Resultado                                 |
| ---- | ----------- | ------------ | ----------------------------------------- |
| 2012 | Mejor Actor | Frankenstein | Ganador (compartido con Jonny Lee Miller) |

Premios Laurence Olivier
| Año  | Categoría              | Trabajo      | Resultado                                 |
| ---- | ---------------------- | ------------ | ----------------------------------------- |
| 2012 | Mejor Actor            | Frankenstein | Ganador (compartido con Jonny Lee Miller) |
| 2005 | Mejor Actor de Reparto | Hedda Gabler | Nominado                                  |

### Otros
| British GQ Awards |                    |           |
| Año               | Categoría          | Resultado |
| 2011              | Actor del Año 2011 | Ganador   |